# Месье (титул)
Месье́, мсье, мсьё или мусьё или мосье́ (фр. monsieur, messieurs от лат. mon senior, дословно — «мой старший») — титул представителя королевского дома Франции в период Старого режима. Давался родному брату короля Франции, следующему за ним по старшинству. Известен с XVI века; впервые его получил Шарль, герцог Орлеанский, будущий король Франции Карл IX.
Принц королевской крови на протяжении своей жизни мог потерять этот титул. Так, герцог Гастон Орлеанский при своей жизни с 1610 по 1643 год носил этот титул, а впоследствии, когда на трон взошел Людовик XIV, Гастон стал именоваться великий месье, а его племянник, брат Людовика XIV Филипп Анжуйский (будущий Филипп Орлеанский), носил титул малого месье. В 1660 году Гастон умер, и Филипп стал именоваться просто месье и носил этот титул до своей смерти, так как умер при жизни брата.
С 1701 по 1774 год этот титул не носили представители королевского дома Франции, так как Людовик XV был младшим из сыновей герцога Людовика Бургундского, сына Великого дофина и внука Людовика XIV, и на момент восхождения на трон не имел братьев. Сын Людовика XV, дофин Людовик, умер при жизни отца и имел всего одного рано умершего брата, герцога Филиппа Анжуйского (1730—1733). Только с воцарением Людовика XVI его брат граф Луи-Станислас Прованский получил титул месье. После казни Людовика XVI и смерти Людовика XVII граф Прованский был провозглашён королём Людовиком XVIII, а его брат граф Шарль д’Артуа стал месье.
Титул был официально восстановлен при Реставрации Бурбонов в 1814 году для графа Шарля д’Артуа, который в 1824 году стал королём Карлом X и был последним, кто официально носил этот титул. Титул упразднён после революции 1830 года.

## Принцы, носившие титул «месье»
- Шарль Валуа, герцог Орлеанский (1559—1560);
- Анри Валуа, герцог Анжуйский (1560—1574);
- Франсуа, герцог Анжуйский и Алансонский (1574—1584);
- Гастон Бурбон, герцог Орлеанский (1610—1643);
- Филипп I Бурбон, герцог Орлеанский (1643—1701);
- Луи Станислас Бурбон, граф Прованский (1774—1795);
- Шарль Бурбон, граф д’Артуа (1795—1824) — последний официально носивший этот титул.

## Другое
Слово употребляется также как форма вежливого обращения к мужчине во Франции и в некоторых других странах.
Monsieur de Paris — титул епископа Парижского, затем шуточное название парижского палача.